# 雾灵山镇
雾灵山镇，是中华人民共和国河北省承德市兴隆县下辖的一个镇。
2012年，河北省民政厅批复同意将北水泉乡更名为雾灵山乡，2016年撤乡设镇。

## 行政区划
雾灵山镇下辖以下地区：
转轴沟村、下石洞村、苗榆桶村、人参沟村、梨树沟村、北水泉村、扁担沟村、塔前村、东梅寺村、塔西沟村、眼石村、陶家台村、马家庄村、陈家庄村、六里碑村、北双洞村、三岔口村、后季村、翻水泉村、水泉沟村、苗尔洞村、大沟村、雾灵山村和大安峪村。